# 田島童園

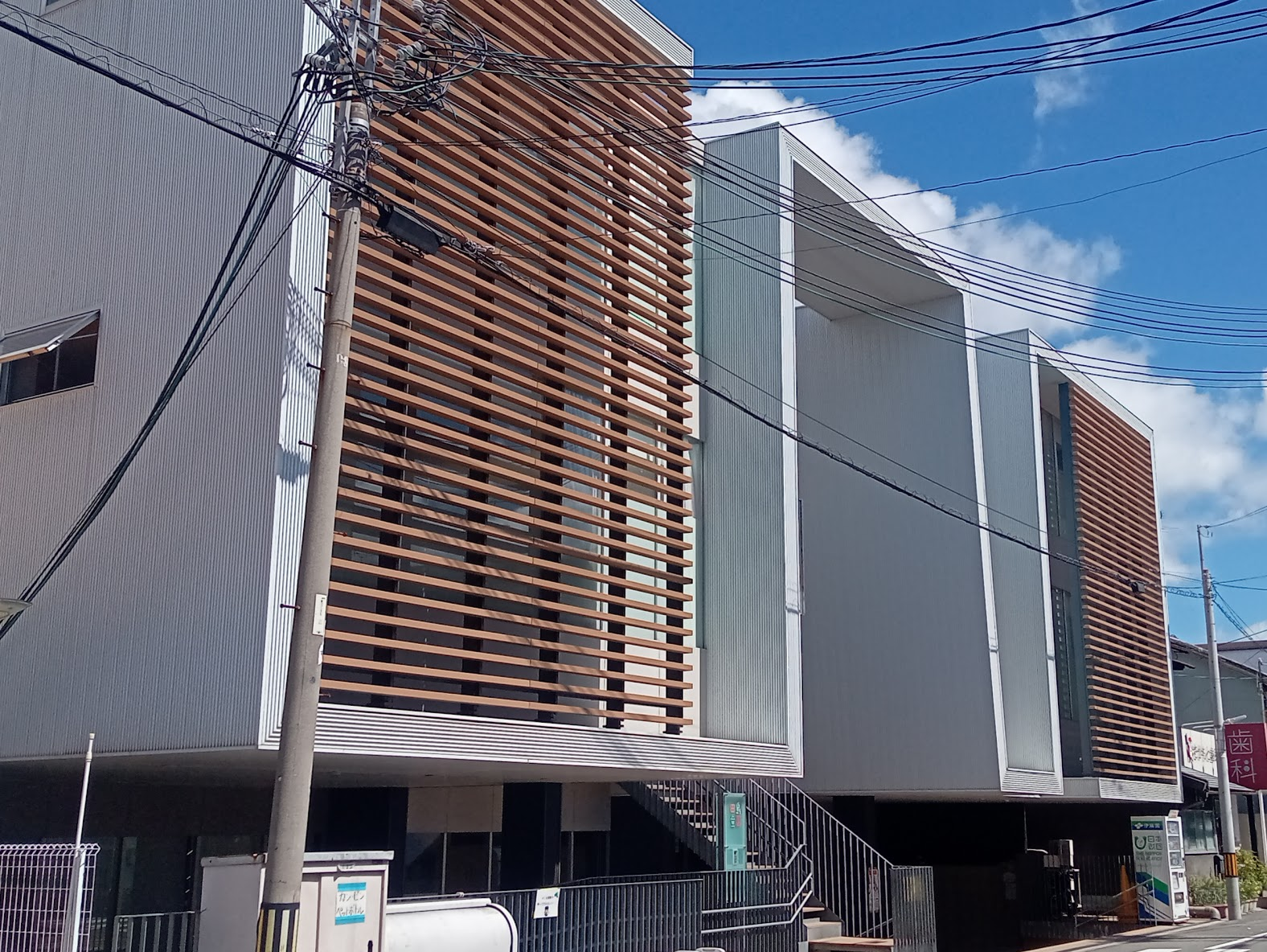
田島童園北館

田島童園 (たしまどうえん) は、大阪府大阪市生野区にある 児童福祉施設。建物は大阪都市景観建築賞等を受賞した。

## 沿革
1932年 (昭和7年) 10月 大阪市東成区生野田島町（当時）において森吉儀一が木造瓦葺き２階建の建物を新築し、司法省の認可を受け、少年法による少年保護団体田島童園を創立。1949年１月 少年法の改正に伴い児童福祉施設教護院田島童園となり、同年10月 財団法人田島童園を設立。1951年７月 教護院を養護施設に種別変更、翌年 社会福祉法人に種別変更。1998年 (平成10年) ４月 児童福祉法の改正により児童養護施設に施設名称変更。2016年 建替事業を開始。2019年までに東館、北館、南館が竣工。

## 定員
2歳から18歳までの子どもたちが生活し、家庭においてさまざまな事情を抱えている子どもたちが入所している。
- 田島童園　本園　定員36名
- 地域小規模児童養護施設　田島童園　日向　定員6名
- 地域小規模児童養護施設　田島童園　美雲　定員6名

## 建築

### 北館
田島童園は雑然と低層住宅や商店が建ち並ぶ市街地にある。北館1階を半層掘り込むことで周囲の建物と軒の高さを合わせ、大胆な造形で分節化を図り周囲のスケールに馴染ませる。第39回大阪都市景観建築賞奨励賞を受賞
- 完成年月 – 2018年6月
- 主用途 - 児童養護施設
- 設計者 - （株）創間社＋（株）テンフォーテン
- 施工者 - （株）トータルトーク
- 位置 - 大阪市生野区林寺5丁目11‐24座標: 北緯34度38分42.3秒 東経135度32分18.2秒 / 北緯34.645083度 東経135.538389度[1]